# Leles (Slovaquie)
Pour les articles homonymes, voir Leles.
Leles (Lelesz en hongrois) est un village de Slovaquie situé dans la région de Košice.

## Histoire
La première mention écrite du village date de 1190.
Le Traité de Trianon (1920) coupe le comitat de Zemplin, l'un des plus vieux du royaume de Hongrie ( XIe siècle - 1920), en deux parties, la partie nord revenant à la Tchécoslovaquie nouvellement créée.
La localité fut annexée par la Hongrie après le premier arbitrage de Vienne le 2 novembre 1938. En 1938, on comptait 2016 habitants dont 151 d'origines juives. Elle faisait partie du district de Medzibodrožie (hongrois : Bodrogközi járás). Le nom de la localité avant la Seconde Guerre mondiale était Leles/Lelesz. Durant la période 1938 - 1944, le nom hongrois Lelesz était d'usage. À la libération, la commune a été réintégrée dans la Tchécoslovaquie reconstituée.
Le hameau de Kapoňa était une commune autonome en 1938. Il comptait 185 habitants en 1938 dont 3 juifs. Elle faisait partie du district de Medzibodrožie. Le nom de la localité avant la Seconde Guerre mondiale était Kapoňa/Kaponya. Durant la période 1938 -1944, le nom hongrois Kaponya était d'usage.

## Démographie

### Évolution de la population
| Année:               | 1994. | 2004.   | 2014.   | 2024.   |
| -------------------- | ----- | ------- | ------- | ------- |
| Nombre de personnes: | 1864  | 1898    | 1774    | 1892    |
| Différence:          |       | +1,82 % | -6,53 % | +6,65 % |

| Année:               | 2023. | 2024.   |
| -------------------- | ----- | ------- |
| Nombre de personnes: | 1897  | 1892    |
| Différence:          |       | -0,26 % |